# 常泉寺 (さいたま市)
常泉寺（じょうせんじ）は、埼玉県さいたま市見沼区にある曹洞宗の寺院。

## 歴史
創建年代は不明であるが、雪菴寿欽（1523年寂）によって開山された。雪菴寿欽の寂年から戦国時代中期に創建されたものと推測される。
歴代住職に大雲文龍がいる。文龍は同市緑区の国昌寺で出家し、後に国昌寺第2世住職となった。また文龍は書家でもあり、後陽成天皇・後水尾天皇より紫衣と仏日金蓮禅師号を授かっている。
墓地には、旗本大岡忠征の妻「玉鳳院」の墓がある。
また、関東大震災の際、片柳村で虐殺された朝鮮人の姜大興の墓があり、慰霊碑が建立されている。

## 交通アクセス
- 路線バス根木輪停留所より徒歩4分。